# Чойский район
Чо́йский район или аймак (алт. Чой аймак) — административно-территориальная единица и муниципальное образование (муниципальный район) в составе Республики Алтай Российской Федерации.
Административный центр — село Чоя.

## География
Расположен в северной части Республики Алтай, в низкогорной зоне. Территория: 4526 км².

## История
В 1922 году была образована Ойротская автономная область с центром в Улале; в неё первоначально входило 24 волости. В 1923 году произошло укрупнение волостей; в Успенскую волость (с. Чоя) вошли Успенская, Ыныргинская волости и Паспаульская (без села Верх-Иша).
На заседании Ойротского облисполкома от 16 сентября 1924 года укрупненные волости области переименованы в аймаки, одним из которых стал Успенский.
Постановлением ВЦИК от 10 апреля 1933 года Успенский аймак был переименован в Чойский.
28 сентября 1956 года Чойский аймак был ликвидирован, а его территория передана в Майминский аймак.
Указом Президиума Верховного совета РСФСР от 20 октября 1980 года Чойский район был восстановлен.

## Население
| 1897  | 1916  | 1920    | 1926    | 1933    | 1939    | 1979  | 1989  | 2002  |
| ----- | ----- | ------- | ------- | ------- | ------- | ----- | ----- | ----- |
| 3802  | ↗8492 | ↗11 725 | ↗13 297 | ↘11 651 | ↗11 989 | ↘8505 | ↗9047 | ↘8986 |
| 2003  | 2004  | 2005    | 2006    | 2007    | 2008    | 2009  | 2010  | 2011  |
| ↘8959 | ↘8835 | ↗8900   | →8900   | ↘8800   | ↘8764   | ↘8730 | ↘8348 | ↗8373 |
| 2012  | 2013  | 2014    | 2015    | 2016    | 2017    | 2018  | 2019  | 2020  |
| →8373 | ↗8471 | ↗8513   | ↗8525   | ↘8485   | ↘8397   | ↘8315 | ↘8192 | ↘8064 |
| 2021  |       |         |         |         |         |       |       |       |
| ↘7624 |       |         |         |         |         |       |       |       |

Согласно прогнозу Минэкономразвития России, численность населения будет составлять:
- 2024 — 7,84 тыс. чел.
- 2035 — 6,86 тыс. чел.

### Национальный состав
В районе компактно проживает коренное население — тубалары, относящиеся к северной этнической группе алтайского народа.По данным Всероссийской переписи населения 2021 года: 
| Народ   | Численность, чел. | Доля от всего населения, % |
| ------- | ----------------- | -------------------------- |
| русские | 6 394             | 83,87 %                    |
| алтайцы | 878               | 11,52 %                    |
| другие  | 352               | 4,62 %                     |
| всего   | 7 624             | 100,00 %                   |

В число алтайцев включены тубалары. По переписи 2021 года таковыми себя идентифицировали 719 человек.

## Муниципально-территориальное устройство
В районе 21 населённый пункт в составе 7 сельских поселений:
| № | Сельские поселения                  | Административный центр | Количество населённых пунктов | Население | Площадь, км² |
| - | ----------------------------------- | ---------------------- | ----------------------------- | --------- | ------------ |
| 1 | Верх-Пьянковское сельское поселение | село Ускуч             | 1                             | ↘317      | 348,00       |
| 2 | Каракокшинское сельское поселение   | село Каракокша         | 4                             | ↘1306     | 1260,00      |
| 3 | Паспаульское сельское поселение     | село Паспаул           | 7                             | ↘1338     | 530,00       |
| 4 | Сёйкинское сельское поселение       | село Сёйка             | 1                             | ↘1277     | 90,00        |
| 5 | Уйменское сельское поселение        | село Уймень            | 1                             | ↘340      | 1391,00      |
| 6 | Чойское сельское поселение          | село Чоя               | 5                             | ↘2430     | 521,00       |
| 7 | Ыныргинское сельское поселение      | село Ынырга            | 2                             | ↘616      | 386,00       |

| №  | Населённый пункт | Тип  | Население | Муниципальное образование           |
| -- | ---------------- | ---- | --------- | ----------------------------------- |
| 1  | Большая Кузя     | село | →0        | Каракокшинское сельское поселение   |
| 2  | Гусевка          | село | ↗363      | Чойское сельское поселение          |
| 3  | Ишинск           | село | ↘3        | Чойское сельское поселение          |
| 4  | Каракокша        | село | ↘1351     | Каракокшинское сельское поселение   |
| 5  | Кара-Торбок      | село | →0        | Паспаульское сельское поселение     |
| 6  | Киска            | село | ↘143      | Чойское сельское поселение          |
| 7  | Красносельск     | село | ↘228      | Ыныргинское сельское поселение      |
| 8  | Кузя             | село | ↗41       | Каракокшинское сельское поселение   |
| 9  | Левинка          | село | ↘18       | Паспаульское сельское поселение     |
| 10 | Никольское       | село | →0        | Каракокшинское сельское поселение   |
| 11 | Паспаул          | село | ↗1243     | Паспаульское сельское поселение     |
| 12 | Салганда         | село | ↘31       | Паспаульское сельское поселение     |
| 13 | Сёйка            | село | ↘1277     | Сёйкинское сельское поселение       |
| 14 | Советское        | село | ↗116      | Чойское сельское поселение          |
| 15 | Сугул            | село | ↘63       | Паспаульское сельское поселение     |
| 16 | Сухой Карасук    | село | ↗3        | Паспаульское сельское поселение     |
| 17 | Туньжа           | село | ↗256      | Паспаульское сельское поселение     |
| 18 | Уймень           | село | ↘340      | Уйменское сельское поселение        |
| 19 | Ускуч            | село | ↘317      | Верх-Пьянковское сельское поселение |
| 20 | Чоя              | село | ↗1948     | Чойское сельское поселение          |
| 21 | Ынырга           | село | ↗516      | Ыныргинское сельское поселение      |

## Экономика
Основные виды экономики: добыча золота (осуществляется в селе Сёйка), лесозаготовка, деревопереработка, пчеловодство, молочное скотоводство, сбор лекарственно-технического сырья и папоротника.
Район богат хвойными лесами (пихта, кедр), на рынок поставляется деловая древесина, пихтовое масло, кедровый орех, мох, дёготь, пушнина (соболь, белка и др.), грибы, лекарственные травы.
Промышленным способом добывают золото, медь, разведаны запасы базальтового сырья, волластонита, спекулярита. Имеются месторождения глины около 17 цветов.